# (19496) Josephbarone
(19496) Josephbarone (1998 KC32) – planetoida z pasa głównego asteroid okrążająca Słońce w ciągu 3,79 lat w średniej odległości 2,43 j.a. Odkryta 22 maja 1998 roku.